# Joel West
Joel West est un mannequin et acteur américain né le 6 avril 1975 à Indianola. Représenté par Nous Model Management, il est notamment apparu dans des publicités pour les marques Calvin Klein, Versace et Hugo Boss.

## Filmographie sélective

### Cinéma
- 2000 : Blood Surf
- 2010 : The Smokers de Kat Slater : Christopher

### Télévision
- 2003-2006 : Les Experts : Miami : l'officier Aaron Jessop (9  épisodes)
- Charmed